# Старый знакомый
«Ста́рый знако́мый» — советский комедийный музыкальный фильм 1969 года режиссёров Игоря Ильинского и Аркадия Кольцатого.
Спин-офф популярной комедии «Карнавальная ночь» (1956), в котором встречаются три героя этого фильма (Огурцов, его секретарша и лектор Никадилов), сценаристы «Карнавальной ночи» Борис Ласкин и Владимир Поляков написали сценарий и этого фильма, оператор Аркадий Кольцатый также вернулся и выступил сорежиссёром вместе с Игорем Ильинским.
Фильм был успешен в прокате, его посмотрело более 26 миллионов зрителей.

## Сюжет
Теперь Серафим Иванович Огурцов (Игорь Ильинский), окончив курсы повышения квалификации и женившись на своей бывшей секретарше Тосе (Тамара Носова), которую теперь ласково называет Лялей, занят работой по разбивке городского парка. Его намерениям разместить в парке пивные и шашлычные на месте зелёных массивов упорно сопротивляется молодёжь во главе с учёным Анохиным (Николай Рыбников). Но Огурцов и его помощник-методист Никадилов (Сергей Филиппов), бывший лектор, не собираются сдаваться. Тогда Анохин с «переводчицей», переодевшись иностранцем и изображая губернатора некоего далёкого острова, появляется у Огурцова. Тот, гордый оказанной честью, всячески лебезит и старается выслужиться перед ним, полагая, что вышел на международный уровень. А тем временем карнавал в честь «Дня водолаза», организованный в парке режиссёром-халтурщиком Самецким (Владимир Этуш), идёт своим чередом и не совсем по сценарию.

## В ролях
- Игорь Ильинский — Серафим Иванович Огурцов, директор городского парка культуры и отдыха
- Николай Рыбников — Сергей Сергеевич Анохин, заведующий научной лабораторией, доктор физико-математических наук, он же — Фантабарас, губернатор несуществующего островного государства
- Владимир Этуш — Эдуард Самецкий, театральный режиссёр, автор представления «День водолаза»
- Сергей Филиппов — Яков Филиппович Никадилов, бывший лектор, ныне методист
- Мария Миронова — Вера Степановна Дядина, завотделом культуры горисполкома
- Тамара Носова — Ляля, жена Огурцова
- Наталья Селезнёва — Наташа Кольцова, художница
- Феликс Яворский — Владимир Михайлович Николаев, председатель горисполкома
- Владимир Ферапонтов — физик-бородач с гитарой, кандидат наук
- Анатолий Ведёнкин — молодой физик, влюблённый в Наташу
- Геннадий Ялович — Аркадий, физик
- Алла Ларионова — модельер
- Татьяна Щукина — Люба, секретарь Огурцова
- Ольга Гаспарова — девушка в кафе, спутница Анохина
- Маргарита Мерино — переводчица
- Евгений Моргунов — артист-конферансье, капитан на судне в представлении «День водолаза»
- Эммануил Геллер — дотошный бухгалтер горисполкома
- Виктор Колпаков — Кузьмич
- Анатолий Голик — молодой физик с арбузом на пикнике
- Нина Агапова — Рита, жена Самецкого из Ростова-на Дону
- Юлиана Бугаева — поющая девушка на пикнике
- Людмила Цветкова — сотрудница кафе в зелёном платье
- Любовь Калюжная — карусельщица
- Владимир Шубарин — танцор
- Владимир Корзаков — кукольник
- Владимир Мартьянов — кукольник
- Юлия Пашковская — певица в представлении «День водолаза»
- Виктория Островская — девушка под душем
- Гитана Леонтенко — артистка цыганского ансамбля в представлении «День водолаза»
- Владислав Стржельчик (нет в титрах)
- Вадим Грачёв — архитектор (нет в титрах)
- Юрий Мартынов — архитектор (нет в титрах)
- Нелли Витепаш (нет в титрах)
- Всеволод Кузнецов (в титрах не указан)
- Эдуард Лабковский — вокал (песни «Хорошая погода», «Как робинзоны»)

## Съёмочная группа
- Автор сценария: Борис Ласкин, Владимир Поляков
- Главный режиссёр: Игорь Ильинский, Аркадий Кольцатый
- Оператор: Альфредо Альварес, Аркадий Кольцатый
- Художник: Леван Шенгелия, Феликс Богуславский
- Художник по костюмам: Ш. Быховская
- Монтажёр: Татьяна Лихачёва
- Композитор: Никита Богословский
- Звукооператор: Виктор Зорин
- Дирижёр: Марк Эрмлер
- Текст песен: Владимир Лифшиц
- Балетмейстер: Алексей Варламов
- Музыкальный редактор: Минна Бланк
- Режиссёр: В. Панин
- Художник-гримёр: М. Агафонова
- Комбинированные съёмки: оператор Ванда Рылач, художник Павел Сафонов
- Ассистенты: режиссёра А. Кузнецов, В. Лазарев, Л. Смехнова; оператора А. Белкин, Э. Шамов
- Редактор: Н. Быстрова
- Директор: Н. Урвачева